# Von der Wiege bis zum Grabe

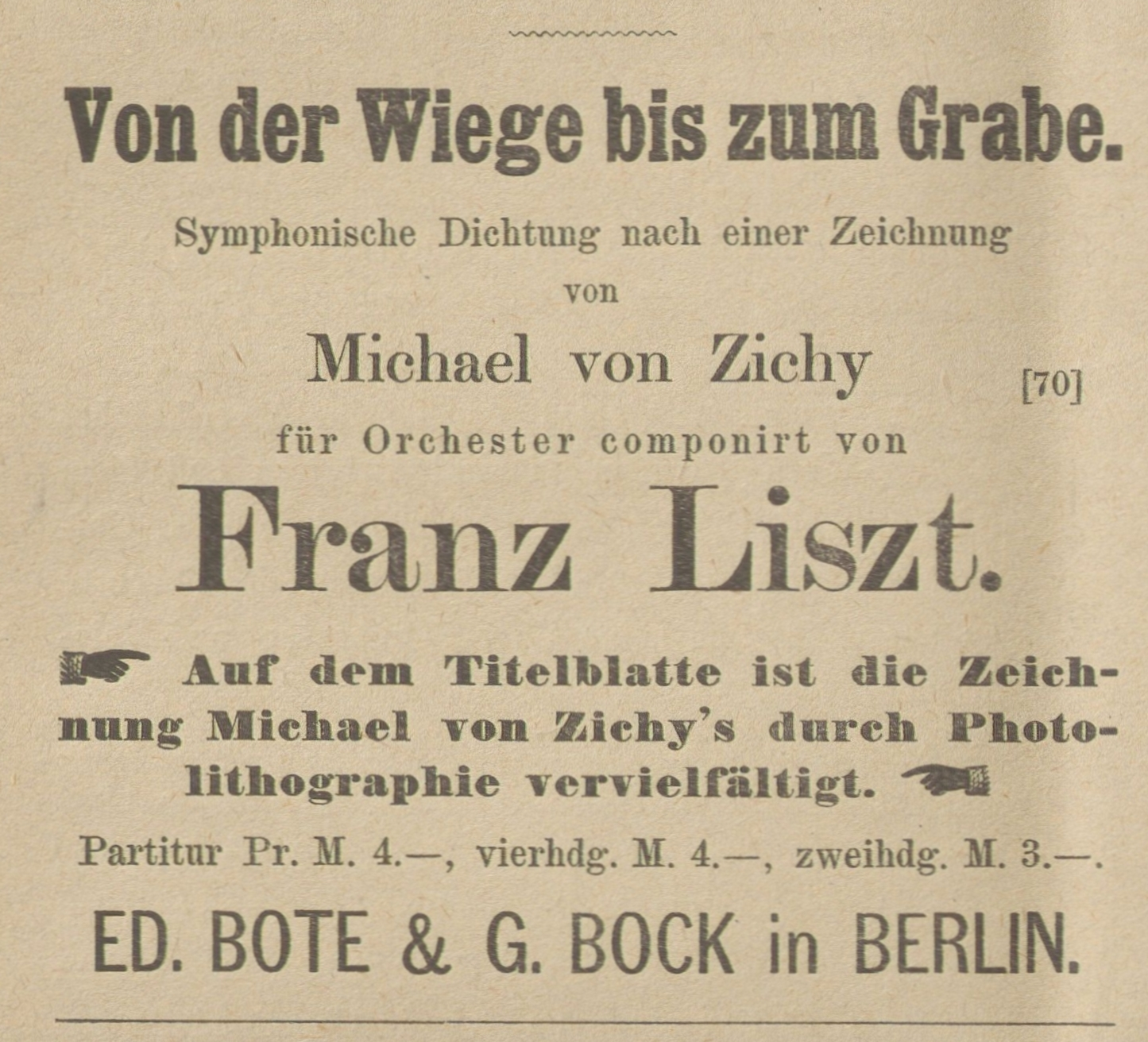
Annonce des Musikverlags Ed. Bote & G. Bock in Berlin zum Notenmaterial von Franz Liszts letzter Symphonischen Dichtung Von der Wiege bis zur Bahre

Von der Wiege bis zum Grabe ist die letzte sinfonische Dichtung (Nr. 13) Franz Liszts. Komponiert wurde sie 1881/82 in Rom. Die Inspiration dazu empfing er durch eine Zeichnung des ungarischen Maler Mihály Zichy. Sie zählt zu seinem Spätwerk.

## Zur Musik
Das Werk ist in drei Teile gegliedert: „Die Wiege“, „Der Kampf ums Dasein“ und „Zum Grabe: die Wiege des zukünftigen Lebens“. Trotzdem soll das Werk geschlossen erklingen. Die Wiege ist instrumental sehr sparsam, quasi kammermusikalisch mit Violinen, Bratschen, Harfe und Flöten gesetzt. Das Hauptthema charakterisiert das Wiegen und wird im 2. Teil so transformiert, dass es „klagend“ (dolente) erklingt. Der 3. Teil ist harmonisch sehr zukunftsweisend, wiederum wird das Wiegenthema umgeformt, dieses Mal erscheint es Qualen ausgesetzt. Das Werk endet mit einer Solopassage des Cellos. Es zeichnet eine seltsame Übergangsstimmung vom Leben zum Tod.
Die Tonsprache des Werkes unterscheidet sich von der seiner anderen sinfonischen Dichtungen. Über große Strecken des Werkes bedarf es keines gewaltigen Orchesterapparates, besonders der Anfang mutet nach Kammermusik an; es bilden sich viele Klanginseln, bei denen das musikalische Material dürftig ist, nicht selten treten Solostellen auf, besonders an den Schlussstellen der Sätze. Auch die verwendete Harmonik ist stellenweise Vorbote kommender Zeiten.

## Rezeption und Wiedergabe
„Von der Wiege bis zum Grabe“ widerfährt seit dem Ende des Zweiten Weltkrieges Anerkennung. Davor wurde es noch als „Irrung eines Greisen“ (Peter Raabe) abgetan und erscheint in keinem Lisztschen Werkführer unter dem Genre Symphonische Dichtung.